# Nort-sur-Erdre
Nort-sur-Erdre är en kommun i departementet Loire-Atlantique i regionen Pays de la Loire i nordvästra Frankrike. Kommunen ligger i kantonen Nort-sur-Erdre som tillhör arrondissementet Châteaubriant. År 2022 hade Nort-sur-Erdre 9 448 invånare.

## Befolkningsutveckling
Antalet invånare i kommunen Nort-sur-Erdre
| Referens: INSEE |